# 蕨野友也
蕨野 友也（わらびの ともや、1987年8月4日 - ）は、日本の俳優。大阪府生まれ、宮崎県都城市育ち。本名は蕨野 睦弘（わらびの ともひろ）。

## 略歴
宮崎県立都城工業高等学校卒業。2006年に本名の蕨野睦弘名義で俳優デビュー。その後現芸名に改名。
2008年に放送された『252 生存者あり episode.ZERO』に出演した際に、事務所の先輩である伊藤英明から誘われてハワイで10日間軍隊式トレーニングをして体を鍛えた。
2010年4月にTBS系で放送された期首期末特番『オールスター感謝祭』の恒例企画「赤坂5丁目ミニマラソン」で初出場ながら優勝。
2010年9月22日にみやざき大使に任命され、2012年3月31日まで務めたといわれていたが、その後も務めている。
2014年10月から2015年9月まで『仮面ライダードライブ』で敵幹部・ハート役でレギュラー出演した。放送終了後の2016年11月16日発売のVシネマ『仮面ライダーハート』で主役として出演。
2016年6月に石垣島で、11月に渋谷で、ファンミーティングを開催した。
2022年1月に故郷・都城市のみやこんじょ大使に就任した。
2023年7月放送の『ウルトラマンブレーザー』にて、主演のヒルマゲント役で出演。また発表同日の出演コメントおよび自身のInstagramとTwitterにて、2022年に一般女性と結婚していたことを発表している。
2024年2月1日から20年間所属したエー・チームを離れてワイスターに所属することを自身のSNSで発表した。
2025年7月7日、第一子が誕生したことを発表した。

## 人物
- 趣味はバイク、読書、カラオケ、古着屋巡り、温泉巡り。特技はサッカー[1]。
- 子供のころは『特捜ロボ ジャンパーソン』を視聴していた[19]。仮面ライダーシリーズでは『仮面ライダー555』を1番好きな作品として挙げており、放送当時には携帯電話で変身の真似をしていた[19]。
- ぬいぐるみ、猫などかわいいもの、小動物がお気に入り。自身がデザインしたTシャツやマフラータオルにわらびもちをかたどったキャラ・びのくんが使われている[20]。

### エピソード
『仮面ライダードライブ』関連
- 2014年に『仮面ライダードライブ』へレギュラー出演するが、それ以前にも『海賊戦隊ゴーカイジャー』のバスコ役や『特命戦隊ゴーバスターズ』のエンター役の候補に挙がっていた[21]。『ドライブ』での起用は、『ゴーカイジャー』『ゴーバスターズ』でプロデューサー補を務めていたプロデューサーの望月卓からの推薦による[21]。
- 当初、自身は悪役であることからヒーロー側の俳優らとは仲良くしないと述べていたが、最終的には主演の竹内涼真の人間性に惹かれ話すようになったという[22]。
- 放送期間中は視聴者の子供から「ドライブ（泊進ノ介）をいじめるな」という主旨の手紙をもらうことが多かったが、最終回後は進ノ介と友達になったことに感謝する手紙をもらうようになったと述べている[22]。

## 出演

### テレビドラマ
- 嫌われ松子の一生 第2話・第3話・第6話・最終話（2006年10月19日・26日・11月16日・12月21日、TBS） - 島崎聡 役 ※蕨野睦弘名義
- ファースト・キス（2007年7月9日 - 9月17日、フジテレビ） - 諸畑健夫 役
- ごくせん 第3シリーズ（2008年4月19日 - 6月28日、日本テレビ） - 若槻友也 役
  - ごくせん 卒業スペシャル'09（2009年3月28日）
- 252 生存者あり episode.ZERO（2008年12月5日、日本テレビ） - 木村光太郎 役
- ケータイ発ドラマ 激♥恋…運命のラブストーリー…（2010年4月9日 - 5月28日、NHK総合） - 滝沢雄大 役
- アザミ嬢のララバイ 最終話「ララバイ」（2010年6月24日、MBS） - 福田藍堂 役
- クロヒョウ 龍が如く新章 第4話 - 最終話（2010年10月27日 - 12月22日、MBS・TBS系） - 赤城翔太 役
- 正月時代劇 隠密秘帖（2011年1月1日、NHK総合） - 新之助 役
- 美咲ナンバーワン!! 第6話（2011年2月16日、日本テレビ） - 松平 役
- 富山発スペシャルドラマ 港町相撲ボーイズ（2011年12月16日、NHK 富山局） - 遠野大悟 役 ※2012年1月28日にNHK BSプレミアム、2012年3月20日にNHK総合テレビジョンで、それぞれ全国放送された。
- ティーンコート 第10話・最終話（2012年3月13日・20日、日本テレビ） - 篠原とおる 役
- ドラマ特別企画 悪女について（2012年4月30日、TBS） - 鈴木義彦 役
- ゴーストママ捜査線〜僕とママの不思議な100日〜 第3話（2012年7月21日、日本テレビ） - 広沢直人 役
- 月曜ゴールデン 新・示談交渉人 裏ファイル2（2012年8月13日、TBS） - 吉川康介 役
- MONSTERS（2012年10月21日 - 12月9日、TBS） - 高倉寛治 役
- ヒロシマ 復興を夢みた男たち（2013年3月16日、NHK総合） - 村尾孝一 役
- 確証〜警視庁捜査3課 第5話・第6話（2013年5月13日・20日、TBS） - 新山稜 役
- 喰う寝るふたり 住むふたり 第2話（2014年5月13日、NHK BSプレミアム） - 佐藤昇平 役
- おやじの背中 第2話（2014年7月20日、TBS） - 小口 役
- 仮面ライダーシリーズ（テレビ朝日）
  - 仮面ライダードライブ（2014年10月6日 - 2015年9月20日） - ハート、青年実業家 役
  - 手裏剣戦隊ニンニンジャーVS仮面ライダードライブ 春休み合体1時間スペシャル（2015年3月29日） - ハート 役
- まっしろ 第4話（2015年2月3日、TBS） - 末長徹郎 役
- 限界集落株式会社 第2話 - 最終話（2015年2月7日 - 28日、NHK総合） - 阿部辰哉 役
- 連続ドラマW 天使のナイフ 第4話（2015年3月15日、WOWOW）
- 昔話法廷 第2話「カチカチ山」（2015年8月11日、NHK Eテレ） - 被告人・ウサギ 役（声の出演）
- 掟上今日子の備忘録 第1話（2015年10月10日、日本テレビ） - 誉田英知 役[23]
- 私たちがプロポーズされないのには、101の理由があってだな シーズン2 第17話（2015年12月23日、LaLa TV） - 近藤勇一 役
- 趣味どきっ! 恋する百人一首 第4回（2015年12月28日、NHK Eテレ）
- 放送90年 大河ファンタジー「精霊の守り人」最終章 第4回 - 第6回（2017年12月16日 - 2018年1月6日、NHK総合） - ハーグ 役
- 大河ドラマ 西郷どん 第5回（2018年2月4日、NHK） - 海老原重勝 役
- 柴公園 第6話・第7話（2019年2月14日・21日、tvkほか） - 宮司（黒いコートの男） 役[24]
- やじ×きた 元祖・東海道中膝栗毛 第2話（2019年4月13日、BSテレ東） - 幸治郎 役
- 白衣の戦士! 第8話（2019年6月5日、日本テレビ） - 水野信彦 役
- 必殺仕事人2020（2020年6月28日、ABCテレビ・テレビ朝日系） - 村松吉松 役
- 妖怪シェアハウス 第2話（2020年8月8日、テレビ朝日） - 宗像公介 役[25]
- 24 JAPAN 第18話 - 第20話（2021年2月12日 - 26日、テレビ朝日） - 鮫島仁 役[26]
- 最高のオバハン 中島ハルコ（2021年4月10日 - 5月29日、東海テレビ・フジテレビ系） - 若杉慎之介 役[27][28]
  - 最高のオバハン 中島ハルコ 第2シリーズ（2022年10月8日 - 12月10日）[29][30]
  - 最高のオバハン中島ハルコ～マダム・イン・ちょこっとだけバンコク～（2025年1月4日 - 3月15日）[31]
  - 最高のオバハン中島ハルコ スピンオフ〜大谷家の大騒動!in愛知・幸田町〜（2025年3月23日）[32]
- やっぱりおしい刑事 最終話（2021年4月25日、NHK BSプレミアム） - 笠井政彦 役
- ねこ物件 第3話（2022年4月22日、tvkほか） - 石毛伊士男 役
- ひまわりっ 〜宮崎レジェンド2〜（2022年5月16日 - 27日、テレビ宮崎） - 蟹江先輩 役[33]
- 善人長屋（2022年7月8日 - 8月26日、NHK BSプレミアム・NHK BS4K） - 唐吉 役[34][35]
- ウルトラマンブレーザー（2023年7月8日 - 2024年1月20日、テレビ東京） - 主演・ヒルマゲント 役[13]

### 映画
- 252 生存者あり（2008年12月6日公開、ワーナー・ブラザース映画）
- クローズZEROII（2009年4月11日公開、東宝） - 芝山隼人 役
- ごくせん THE MOVIE（2009年7月11日公開、東宝） - 若槻友也 役
- リアル鬼ごっこ2（2010年6月5日公開、ファントム・フィルム） - 佐藤明 役
- 軽蔑（2011年6月4日公開、角川映画） - 横田悟 役
- Miss Boys!（ダブ / Thanks Lab） - 桜井茂 役
  - Miss Boys! 決戦は甲子園!?編（2011年12月3日公開）
  - Miss Boys! 友情のゆくえ編（2012年1月21日公開）
- 横道世之介（2013年2月23日公開、ショウゲート） - 栗原 役
- 仮面ライダーシリーズ（東映） - ハート 役
  - 仮面ライダー×仮面ライダー ドライブ&鎧武 MOVIE大戦フルスロットル（2014年12月13日公開）
  - 劇場版 仮面ライダードライブ サプライズ・フューチャー（2015年8月8日公開）
  - 仮面ライダー×仮面ライダー ゴースト&ドライブ 超MOVIE大戦ジェネシス（2015年12月12日公開）
- グッド・ストライプス（2015年5月30日公開、ファントム・フィルム） - ヤーモン 役
- 恋のしずく（2018年10月20日公開、ブロードメディアスタジオ） - 朝比奈昇 役[36]
- ウルトラマンブレーザー THE MOVIE 大怪獣首都激突（2024年2月23日公開、バンダイナムコアーツ・円谷プロダクション） - ヒルマゲント 役[37]

### Webドラマ
- ごくせんスピンオフ! 第2話・第5話・第9話・特別編（2008年4月26日・5月17日・6月14日・6月28日、第2日本テレビ） - 若槻友也 役
- 土俵際のアリア（2009年7月13日 - 8月3日、LISMO Channel）
- 湘南☆夏恋物語（2011年8月1日 - 10月5日、BeeTV）
- BRAND GUARDIANS（2012年10月1日 - 12月24日） - 廣内蓮 役
- 仮面ライダーシリーズ - ハート 役
  - 仮面ライダーゴースト 伝説!ライダーの魂! 第1章「ドライブ編」（2016年1月15日、YouTube）※友情出演[38]
  - ドライブサーガ 仮面ライダーブレン 第2話（2019年5月5日、東映特撮ファンクラブ）[39]
- ミライさん 第1話（2018年9月8日、LINE NEWS） - テツオ 役

### オリジナルビデオ
- ドライブサーガ（東映ビデオ）
  - 仮面ライダーチェイサー（2016年4月20日） - ハート 役
  - 仮面ライダーマッハ/仮面ライダーハート（2016年11月16日） - 主演・ハート / 仮面ライダーハート 役

### バラエティ
- オールスター感謝祭 超豪華!クイズ決定版（2010年4月3日・10月2日、TBSテレビ）
  - 2010春　31位 21問 1:40.91（赤坂5丁目ミニマラソン優勝）
  - 2010秋　144位 15問 1:05.18
- 祝女〜shukujo〜（NHK総合）
  - シーズン1 VOL.4（2010年2月7日）
  - シーズン2 VOL.2・VOL.13・VOL.15（2010年10月7日・2011年1月13日・27日）
  - シーズン3 VOL.14（2012年2月18日）

### 舞台
- ROUTE30 第4回公演「るるる♪」（2013年9月11日 - 15日、笹塚ファクトリー） - 主演・健次 役
- 仮面ライダードライブ スペシャルイベント 特殊状況下事件捜査ファイル Case.1 なぜゴールデンウィークの新高輪は熱いのか（2015年5月3日・4日、グランドプリンスホテル新高輪飛天） - ハート 役
- 仮面ライダードライブファイナルステージ&番組キャストトークショー（2015年10月4日、オリックス劇場 / 2015年10月11日・12日、中野サンプラザ） - ハート / 仮面ライダードライブ タイプテクニック 役
- 「デルフィニア戦記」第一章（2017年1月20日 - 29日、天王洲 銀河劇場） - 主演・ウォル 役[40]
- OFFICE SHIKA REBORN「パレード旅団」（2017年12月7日 - 17日、シアターサンモール / 12月21日 - 24日、ABCホール） - 主演・坂口くん、お父さん 役[41]
- DEVIL MAY CRY -THE LIVE HACKER-（2019年3月1日 - 10日、Zepp DiverCity TOKYO） - ノア 役[42]
- 水戸芸術館ACM劇場プロデュース 水戸芸術館開館30周年記念事業「『最貧前線』『宮崎駿の雑想ノート』より」（2019年8月27日 - 29日、神奈川県立青少年センター 紅葉坂ホール / 9月6日 - 8日、穂の国とよはし芸術劇場PLAT 主ホール / 9月12日 - 15日、水戸芸術館 ACM劇場 / 9月21日・22日、サントミューゼ 上田市交流文化芸術センター / 9月28日・29日、りゅーとぴあ 新潟市民芸術文化会館・劇場 / 10月5日 - 13日、世田谷パブリックシアター / 10月17日 - 20日、兵庫県立芸術文化センター 阪急中ホール / 10月26日・27日、大和市文化創造拠点シリウス 1階芸術文化ホールメインホール） - 砲術長 役[43]
- 宮崎県立芸術劇場プロデュース「新 かぼちゃといもがら物語」#6『火球』（2022年3月2日 - 6日、メディキット県民文化センター イベントホール）- 主演・黒木暁（サル） 役[44]
- 最高のオバハン 中島ハルコ（2023年9月2日 - 10日、シアター1010 / 9月13日 - 20日、御園座 / 9月27日 - 10月3日、博多座 / 10月7日・8日、レクザムホール / 10月12日 - 15日、新歌舞伎座 / 10月19日・20日、長野市芸術館 / 10月25日・26日、トーサイクラシックホール岩手 大ホール / 10月28日・29日、やまぎん県民ホール） - 若杉慎之介 役[45]
- NLTプロデュースコント公演「天使のように微笑んで財布なくしてガム踏んで」（2024年8月28日 - 9月1日、銀座 博品館劇場）[46]

### ラジオドラマ
- FMシアター（NHK-FM）
  - 「金魚の恋、五十五年の夢」（2014年3月15日）
  - 「きみを待つピアノ」（2017年1月28日） - 青年 役

### オーディオドラマ
- トラフィックチューン 第4話「神に選ばれしニート」（2017年11月11日、PKPエンタテインメント）[47]

### ゲーム
- 仮面ライダーバトル ガンバライジング（2015年4月23日・2021年12月9日、アーケード） - ハートロイミュード 役
- 仮面ライダー バトライド・ウォー創生（2016年2月25日、PS3・PS4・PS Vita） - ハートロイミュード 役[48]
- オール仮面ライダー ライダーレボリューション（2016年12月1日、3DS） - ハートロイミュード / 仮面ライダーハート 役
- 仮面ライダーバトル ガンバレジェンズ（2023年、アーケード） - ハートロイミュード 役

### 玩具
- DXシフトライドクロッサー&シフトハートロン（2016年11月） - ハート 役
- 電光変身 DXブレーザーブレス（2023年7月） - ヒルマゲント 役
- DXアースガロン（2023年7月） - ヒルマゲント 役
- ウルトラマンブレーザー DXファードラン（2023年11月25日） - ヒルマゲント 役
- ウルトラマンブレーザー アースガロン COMPLETE EDITION（2024年3月） - ヒルマゲント 役
- ウルトラマンブレーザー ブレーザーブレス MEMORIAL EDITION（2024年7月） - ヒルマゲント 役
- ウルトラマンアーク DXアークキューブ ウルトラマンブレーザーキューブ&アークキューブホルダー（2024年10月19日） - ヒルマゲント 役

### MV
- タッキー&翼「Heartful Voice」（2011年11月23日）

### CM
- アサヒビール アサヒ麦搾り「みんなの麦搾り」篇（2010年4月23日 - ）
- ケイ・オプティコム eo光（2014年）
- 日本経済新聞社 日経電子版「365日分の差は大きい」（2020年 - ）
  - 『コンテンツ』篇、『読んでないと不安?』篇、『ゴシップ?』篇、『食料自給率』篇（2020年3月30日 - ）
  - 『質を上げる』篇、『判断が鋭くなる』篇、『一つ上へ上がる』篇、『社会は変わる』篇（2020年12月21日 - ）
  - 『知識の隙間』篇、『みんなのビジネス実戦力』篇、『ビジネスに活かせる』篇、『新社会人 即戦力』篇（2021年3月29日 - ）

## 書籍

### カレンダー
- 蕨野友也2017年卓上カレンダー（2016年9月17日）[49]
- 蕨野友也2018年卓上カレンダー（2017年10月16日）[50]